# Sociologia urbana
Sociologia urbana é o ramo da sociologia que trata do estudo das relações sociais (entre indivíduos, grupos e agentes sociais) dentro do espaço urbano. Assim, constitui-se como uma das bases dos estudos sobre as cidades, sendo uma disciplina de fundamentação para a arquitetura, o urbanismo e o planejamento urbano, assim como a antropologia, a economia e a geografia urbana.

A Escola de Chicago ainda é a maior influência no estudo da sociologia urbana e, embora tenha estudado cidades no início do século XX, continua sendo reconhecida como importante fonte para a análise dos centros urbanos.[carece de fontes?]